# Шпорцл, Павел
Па́вел Шпорцл (род. 25 апреля 1973, Ческе-Будеёвице, ЧССР) — чешский скрипач-виртуоз, исполнитель классической музыки.

## Биография
Родился в Чехословакии в 1973 году. Закончил Пражскую консерваторию (курс профессора Вацлава Снитила). После решил продолжить своё музыкальное образование, для чего поступил в Южный методистский университет в Далласе к скрипачу и дирижёру Эдварду Шмидеру (1991—1996), затем к Ицхаку Перлману и Масао Кавасаки в Бруклинский колледж. Брал уроки и у других мастеров.
Ещё во время учёбы он стал выступать на крупных музыкальных фестивалях. В 1992 году П. Шпорцл стал лауреатом международного конкурса ARD в Мюнхене. Годом спустя музыкант одержал победу на Holland Music Sessions World Concert Tour Competition, после чего состоялись его первые мировые гастроли. В 1996 году стал лауреатом ещё одной награды, вручаемой Пражской филармонией. В 1997 году широкий успех имели его исполнение Concerto dei fiori Сильвии Бодоровой (в США) и скрипичного концерта ля-минор Антонина Дворжака. В 1999 году Павел вместе с филармоническим оркестром города Брно провели турне по Германии (дирижёр Леош Сваровский). Через год свет увидел музыкальный альбом Павла Шторцла (произведения Вивальди и Пьяццоллы). 2001 год — выступление на фестивале «Пражская весна». Тогда же им совместно с Чешским филармоническим оркестром был записан скрипичный концерт Дворжака (дирижёр — Владимир Ашкенази). Также Шпорцл заключил договор с чешской звукозаписывающей компанией Supraphon, для которого записал «Жёлто-голубой альбом» с произведениями известных чешских композиторов. Этот альбом получил премию Supraphon Platinum Record (платиновый альбом). Золотым стал его следующий альбом с записью произведений Дворжака и Чайковского. Этот же репертуар был исполнен Павлом Шпорцлом в турне вместе с оркестром Чешского радио.
В 2004 году П. Шпорцл впервые выступил на престижных музыкальных фестивалях в Зальцбурге и Шлезвиг-Гольштейне. Также он выпустил диск с музыкой Паганини. Этот альбом также стал золотым.
Помимо классической музыки, Павел Шпорцл также исполняет джазовые произведения.
В 2006 году состоялись его гастроли в Японии, а также в Германии (в Гармиш-Партенкирхене), где он сыграл концерт Рихарда Штрауса, в США, Испании, а также успешно дебютировал в совместном выступлении с Ливерпульским королевским филармоническим оркестром. Также выступал в Линце вместе с филармоническим оркестром Словении. В октябре того же, 2006 года, его новый диск «А. Дворжак, Й. Сук — скрипичные исполнения» по версии Supraphon стал лучшим альбомом классической музыки года. В 2007 году Шпорцл заключил трёхлетний контракт с французской звукозаписывающей компанией Agence Artistique Ludmila Lincy. Годом позже состоялось совместное выступление с оркестром Швейцарской Романдии (Orchestre de la Suisse Romande) под руководством дирижёра Владимира Федосеева. Также он выступал на международных фестивалях в Кольмаре, Булонь-сюр-Мере и др. городах. Тогда же был записан золотой альбом Вивальди.
В 2010 году и позже неоднократно выступал вместе со словацким коллективом Romano Stilo.
Павел Шпорцл не раз выступал и в России. Так, он давал концерты в Москве (Концертный зал имени П. И. Чайковского, Дом музыки) и в Казани.

## Манера исполнения
Помимо своих музыкальных способностей и незаурядного мастерства, Павел Шпорцл известен также тем, что на выступлениях одевается не в традиционный фрак, а в рубашку и брюки, на голову повязывает платок, в одном ухе носит серёжку. За это он, в частности, получил такие прозвища, как «пират концертных залов» или «рокер классической музыки».

## Семья
Женат на чешской актрисе Барборе Кодетовой. В браке родились три дочери — Виолета, София и Лили.